# Matija Rant
Matija Rant, slovenski šolnik in sadjar, * 21. februar 1844, Martinj Vrh, † 6. februar 1917, Dobrova.

## Življenje in delo
Prve izobrazbe je bil deležen v domačem kraju, pripravnico pa je končal v Idriji. Bil je pomožni učitelj v Dobrepoljah, na Bledu, v Gorjah, stalni učitelj v Gorjah, Trnovem pri Ilirski Bistrici, Šturiju, Premu in Dobrovi, kjer je  vstopil v pokoj leta 1905. 
Bil je priznan čebelar in sadjar. Pisal je članke gospodarske vsebine v Novicah in Kmetovalcu. Pisal je tudi v Učiteljski tovariš in Zgodnjo Danico. 
Leta 1883 je izdal knjigo Opis najnavadnejih, sadjereji škodljivih mrčesov (COBISS), leto kasneje je izšel tudi nemški prevod dela (Beschreibung der gewönlichsten, der Obstzucht schädlichen Insekten) (COBISS)
Kot sadjar je bil odlikovan leta 1882 z diplomo Kranjske kmetijske družbe, leta 1884 od Čebelarskega in sadjarskega društva, 1888 ob razstavi kmetijske družbe z veliko kolajno in 2 cekinoma, leta 1905 pa izvoljen za častnega občana Dobrove pri Ljubljani.